# Karel Ervín z Nostic-Rienecku
Karel Ervín hrabě z Nostic-Rienecku (německy Carl Erwein Maria Reichsgraf von Nostitz-Rieneck; 22. června 1850 Smečno – 2. října 1911 Planá) byl česko-rakouský šlechtic, politik a mecenáš z rodu Nosticů. Dlouhodobě se uplatňoval ve veřejném životě v Čechách, v letech 1883–1901 byl poslancem Českého zemského sněmu, proslul také působením v charitě. Sňatkem se vzdálenou příbuznou a dědičkou rokytnické linie Nosticů získal několik velkostatků v západních, východních a severních Čehách (Planá, Rokytnice, Horky nad Jizerou). Jako spolumajitel těchto statků byl v roce 1905 jmenován členem Panské sněmovny.

## Životopis

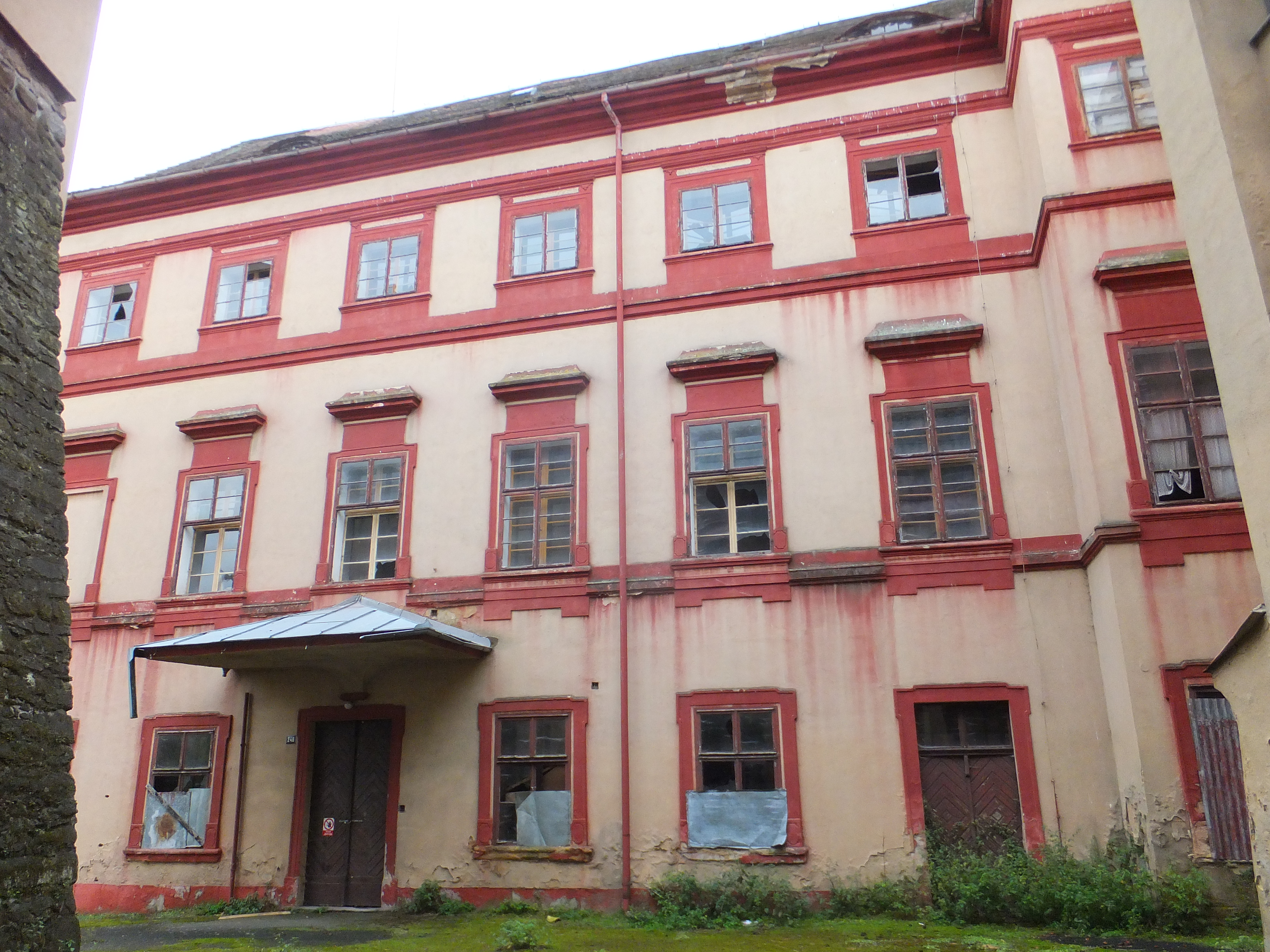
Zámek Planá

Pocházel ze starého šlechtického rodu Nosticů, patřil k linii Nostic-Rieneck. Byl nejstarším ze tří synů hraběte Huga Nostice (1814–1884) a jeho manželky Marie Kristiny, rozené hraběnky Clam-Martinicové (1827–1910). Narodil se na zámku Smečno, který patřil rodině jeho matky. Studoval na gymnáziu v Praze, v roce 1869 nastoupil jako jednoroční dobrovolník do armády, v roce 1870 byl přeložen do stavu záloh v hodnosti nadporučíka dragounů. V roce 1880 byl jmenován c. k. komořím a poté se dlouhodobě aktivně věnoval politice. V letech 1883–1901 byl poslancem českého zemského sněmu, kam byl volen za velkostatkářskou kurii a zastupoval Stranu konzervativního velkostatku. V roce 1901 obdržel titul c. k. tajného rady s nárokem na oslovení Excelence. V roce 1905 byl jmenován doživotním členem rakouské Panské sněmovny, kde mu v roce 1907 bylo potvrzeno dědičné členství.

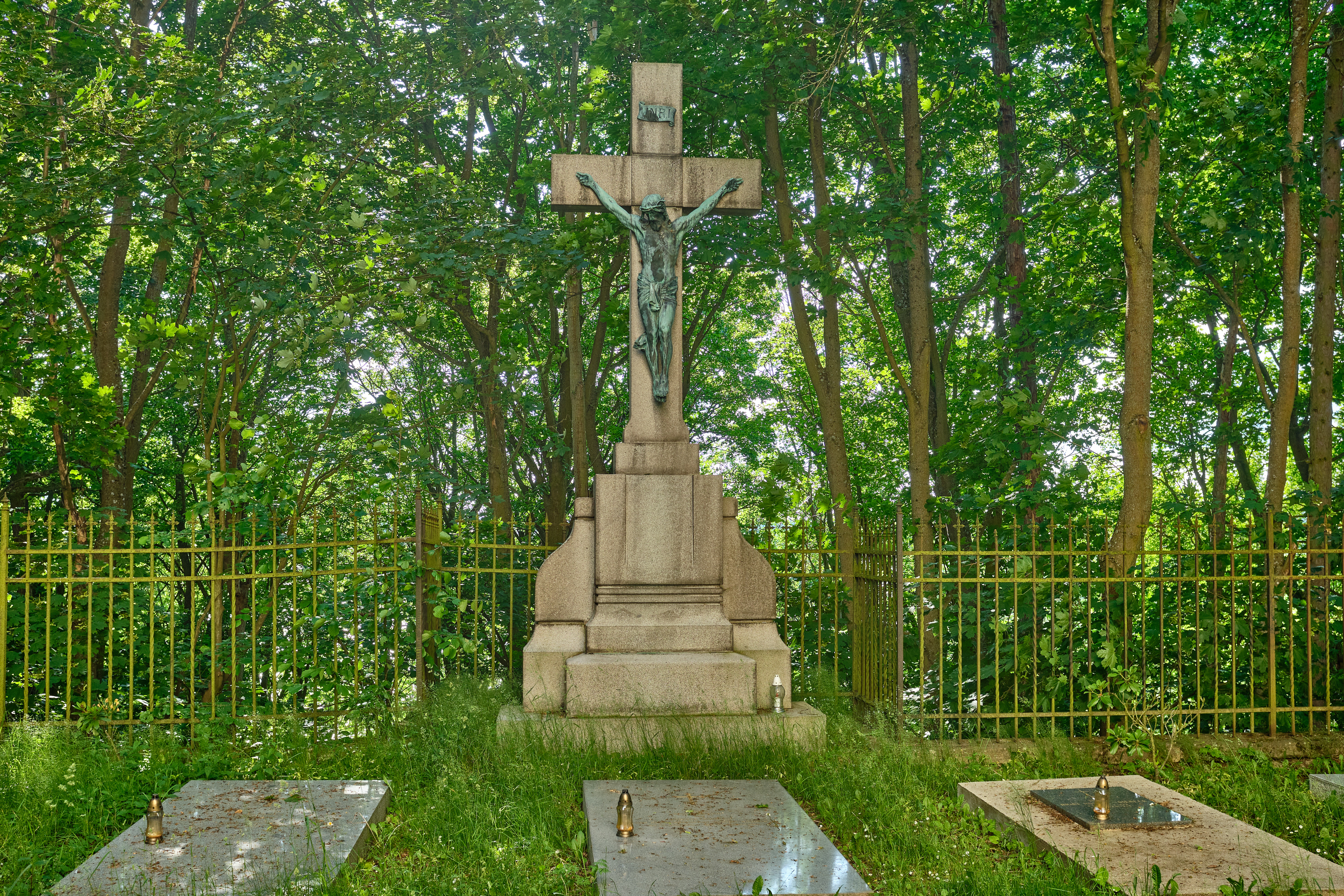
Hrobka Nosticů v Plané

Významné zásluhy si získal v charitě a stál u založení Vincentina, ústavu pro nevyléčitelně nemocné na Břevnově. Zřízení ústavu předcházelo založení Spolku sv. Vincence z Pauly, v jehož řadách se Karel Ervín také angažoval. Ve Vincentinu působil nakonec jako prezident kuratoria (1908–1911). V letech 1905–1911 byl také prezidentem Jednoty katolicko-politické v království Českém. Za zásluhy byl nositelem komturského kříže Řádu Františka Josefa a komandérem papežského Řádu Pia IX. V roce 1899 získal čestné občanství v Rokytnici v Orlických horách.
Zemřel 2. října 1911 na zámku v Plané. Jeho pohřbu se zúčastnila řada významných osobností včetně českého místodržitele knížete Františka Thun-Hohensteina. Byl pohřben v rodové hrobce u kostela sv. Anny v Plané, kterou krátce předtím nechal zřídit.

## Majetkové a rodinné poměry

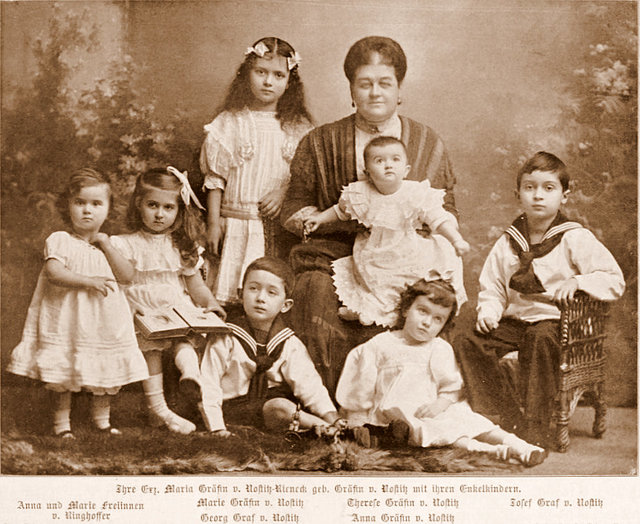
Marie Nostitzová s vnoučaty z rodin Nosticů a Ringhofferů

V roce 1874 se v Praze oženil s hraběnkou Marií Nosticovou (1853–1928), která patřila k rokytnické rodové linii a spolu s mladší sestrou Ernestinou (1857–1930) byla dědičkou posledního rokytnického Nostice, hraběte Josefa II. (1821–1890). Ernestina zdědila majetek ve Slezsku (Luboradz) a Marie převzala stěžejní statky v Čechách. Jednalo se o fideikomis Planá, alodiální velkostatek Rokytnice a další menší statky na Mladoboleslavsku (Horky nad Jizerou, Luštěnice a Brodce). K velkostatkům patřilo přes 7 500 hektarů půdy, z toho polovinu tvořily lesy. Součástí dědictví byl také rodový palác v Praze v Mikulandské ulici (známý též jako Schönkirchovský). Pobyty v Praze střídala rodina s venkovským životem na zámcích v Plané a Rokytnici. Pražský palác byl v roce 1911 zvýšen o třetí patro a mimo jiné zde sídlilo ředitelství nosticovských statků. I když Karel Ervín do správy majetku vstupoval, Marie byla výhradní majitelkou až do svého úmrtí v roce 1928. Pohřbena byla taktéž v rodové hrobce v Plané.
Marie Nosticová byla dámou Řádu hvězdového kříže (1885) a nositelkou Alžbětina řádu (1908). Z manželství s Karlem Ervínem se narodily čtyři děti.
- 1. Karolína (1876–1950), dáma Řádu hvězdového kříže, I. ∞ 1895 (rozvod 1916) Karel hrabě von Wurmbrand Stuppach (1866–1942), c. k. komoří, major, II. ∞ 1916 Karel hrabě von Abensperg-Traun (1877–1965), c. k. komoří
- 2. Josef (1878–1946), c. k. komoří, dědičný člen Panské sněmovny, poslanec českého zemského sněmu, ∞ 1900 Rosa princezna z Lobkowicz (1879–1957), dáma Řádu hvězdového kříže
- 3. Marie Anna (1882–1952), ∞ 1904 Alfred svobodný pán Ringhoffer (1880–1938)
- 4. Ernestina (1885–1949), představená kongerace Nejsvětějšího srdce Páně ve Štýrském Hradci

Karel Ervín měl tři mladší sourozence, sestra Selina (1852–1888) se provdala za svého bratrance Alberta Nostice-Rienecka (1843–1929), který v armádě dosáhl hodnosti polního podmaršála a byl nejvyšším hofmistrem následníka trůnu Františka Ferdinanda. Bratr Jindřich (1854–1895) byl c. k. komořím a nadporučíkem, nejmladší ze sourozenců Robert (1856–1929) byl knězem.
Díky své matce měl příbuzenské vazby na rodinu Clam-Martiniců, jeho bratrancem byl pozdější rakouský předseda vlády hrabě Heinrich Clam-Martinic (1863–1932).